# Пендолино
Pendolino/Пендолино — торговая марка, объединяющая серию скоростных и высокоскоростных электропоездов, производимых компанией Alstom на заводах в городе Савильяно в Италии и Уошвуд-Хис в Великобритании. Особенностью серии являются вагоны с наклоняемыми в повороте кузовами. Электропоезда используются в Италии (оператор Eurostar Italia), Испании, Португалии, Словении, Финляндии (оператор Suomen Valtion Rautatiet (VR)), России, Чехии, Словакии, Великобритании, Швейцарии, Китае, Польше. Планируется введение в эксплуатацию в Румынии и в  Украине.

## История

### Название и терминология
Термин «Pendolino» происходит от итальянского слова «pendolo» — маятник. Данное прозвище получено поездами Евростар за применённую в них систему, позволяющую вагонам наклоняться в повороте относительно вертикальной оси. Технология Pendolino позволяет наклонять кузов до 8 градусов, что позволяет во время прохождения поездом поворотов не снижать скорость (как это происходит с обычными поездами) и нивелировать действие центробежной силы.
Поезда были разработаны и выпускались на предприятиях бывшей Fiat Ferroviaria в городе Савильяно, в настоящее время принадлежащих компании Alstom.

### История создания
Поезда «Pendolino» были разработаны в конце 1960-х годов благодаря опыту, полученному при создании качающихся опор тележек для проекта Ale 668. В начале 1970-х годов по всей Европе предпринимались попытки увеличить скорость железнодорожного сообщения путём применения вагонов с качающимися тележками, которые в теории должны были снизить ускорения, действующие в крутых поворотах на традиционных линиях. Первым вагоном, где применялся данный принцип, стал прототип ETR Y 0160, испытанный Фиатом в 1969 году. Он получил прозвище «Pendolino», которое в то время ещё не имело сегодняшнего значения. Проект был развит, и в результате был сконструирован ETR 401, первый настоящий «Pendolino», заказанный в 1974 и построенный в 1975 году. Первоначально состав был принят в эксплуатацию на линии Рим — Анкона (впоследствии Рим — Анкона — Римини) в 1976 году (с 90-х на регулярных линиях он не эксплуатируется, находится в Анконе и иногда используется как чартерный поезд). Состав включал в себя 4 вагона и длительное время служил ещё и «передвижной лабораторией» для дальнейшего совершенствования «маятниковой» системы наклона в повороте.
На момент запуска ETR 401 в эксплуатацию конкурирующий английский проект Advanced Passenger Train ещё только входил в фазу прототипа, и поэтому распространённое мнение, что итальянский проект — это производная английского проекта, является ошибочным. Тем не менее, действительно, после закрытия проекта Advanced Passenger Train в 1982 году Фиат приобрёл несколько патентов на качающуюся тележку у компании British Rail. Данный неудачный английский опыт вместе с опытом, полученным при испытаниях ETR в середине 70-х, послужили основой для инженеров Фиата в дальнейшем совершенствовании системы наклона вагона в повороте.
В результате в 1985 году появился самый известный из итальянских скоростных поездов — ETR 450. В течение двух лет были изготовлены 15 полных составов в одинаковой комплектации, состоящие из 9 вагонов, всего 135 единиц. В 1988 году эти составы вышли на линию Милан — Рим (~600 км), преодолевая расстояние между городами менее, чем за 4 часа. С 1988 по 1995 год (в этом году началось замещение их поездами новых серий) ETR 450 прошли 26 млн км, при этом увеличив количество перевезённых пассажиров с 220 тыс. в год в 1988 до 2,2 млн в 1995 году.
В 1992 году поезда «Pendolino» начали работать в Германии в дизель-электрической версии. При этом дизайн кабины локомотива сильно отличался от классического итальянского, с бело-аквамариновой окраской. Было заказано 20 составов по 2 вагона в каждом. При этом была предусмотрена возможность их сцепки в любом количестве. Эксплуатировались на линиях, соединяющих Нюрнберг, Хоф, Вайден и Фурт-им-Вальд. Силовая установка каждого вагона состояла из турбодизеля с интеркулером, который вращал синхронный трёхфазный генератор на 460 кВА, от которого питались 3 электромотора по 250 кВт, установленные под вагоном. Данная гибридная силовая установка показала себя как весьма экономичная и надёжная, позволяющая использовать электрические тормоза вместо механических.
Немецкая версия имела большой успех — время в пути сократилось на 25 %, а пассажиропоток на линиях вырос на 40 %.
В 1994 году в проект «Pendolino» был внесён ряд технических усовершенствований и выполнен рестайлинг студией Джуджаро: было запущено, так называемое, Третье поколение, серия ETR 460. Было построено 7 составов (63 вагона) для компании FS с максимальной скоростью, ограниченной 250 км/ч, и 3 состава (27 вагонов) для FS/SNCF, с ограничением в 200 км/ч. ETR 460 стали самой несчастной моделью семейства из-за ряда технических недостатков, которые в конце концов стали причиной единственного инцидента, произошедшего с данным классом поездов.
Структурно состав состоит из 9 вагонов, из которых 6 - моторных и 3 - немоторных. Дизайн тщательно проработан с точки зрения аэродинамики. В систему наклона был внесен ряд изменений, в том числе изменено расположение и крепление поршней, регулирующих наклон вагона относительно тележки. Это позволило расширить полезное пространство для пассажиров внутри вагонов по сравнению с ETR 450. Кроме того, была установлена новая активная система контроля раскачки вагона, дополняющая классические амортизаторы. Все оборудование было перенесено в подвагонное пространство. Нагрузка на ось возросла до 14 тонн, что, тем не менее, значительно меньше стандартной.
В 1996 году по заказу итало-швейцарской компании Cisalpino ETR 460 были снова модернизированы. Модернизированная серия получила обозначение ETR 470. Были построены 9 составов по 9 вагонов в каждом. Поезда предназначались для работы на скоростных междугородных линиях в горной местности. Далее для FS (государственные итальянские железные дороги) были построены ETR 480 (15 составов по 9 вагонов). Электросистемы поездов серий ETR 460 и 480 унифицированы между собой. В настоящее время часть составов этих серий дооборудована трансформаторами и носит индекс ETR 485.
В 2000 году запущена в производство серия S220 для Финляндии, с гибридной дизель-электрической силовой установкой, с возможностью эксплуатации в диапазоне температур от −40 °C до +45 °C, с герметичными стеклопакетами и системой кондиционирования.

### Другие версии
Технология «Pendolino» была использована и в других поездах, среди которых чешский CDT680, испанский IC2000 Alaris, португальский Alfa Pendular (1998), словенский ETR 310 (2000) и английский Virgin 390 (2003, дизайнерские работы выполнены Полом Пристманом).
На фоне других итальянские «Pendolino» Eurostar выделяются:
- мощностью силовых установок, 5880 кВт, против 2000 кВт у Virgin 390 и ETR 310 или 4000 кВт у CDT680 и S220;
- более низким центром тяжести, что очень важно при эксплуатации на тяжёлых горных участках с крутыми поворотами.

Кроме перечисленных выше, существуют также несколько экспериментальных версий, не вошедших в серийное производство. Например, можно отметить ATR 410, с дизель-электрической силовой установкой, с системой наклона в повороте. В состав входило 2 вагона, похожих на вагоны немецкой версии. Максимальная скорость 160 км/ч, 108 мест первого и второго классов, предназначался для работы в холмистой местности. Электромоторы — синхронные на постоянных магнитах.

### Заказы 1990—2000 гг.
В 1994 году в проект «Pendolino» был внесён ряд технических усовершенствований и выполнен рестайлинг студией Джуджаро: было запущено так называемое Третье поколение, или серия ETR 460. Было построено 7 составов (63 вагона) для компании FS с максимальной скоростью ограниченной 250 км/ч, и 3 состава (27 вагонов) для FS/SNCF, с ограничением в 200 км/ч. ETR 460 стали самой несчастной моделью семейства из-за ряда технических недостатков, которые в конце концов стали причиной единственного инцидента, произошедшего с данным классом поездов. Структурно состав состоит из 9 вагонов, из которых 6 моторных и 3 прицепных. Дизайн тщательно проработан с точки зрения аэродинамики.
В 1996 году по заказу итало-швейцарской компании Cisalpino ETR 460 были снова модернизированы. Модернизированная серия получила обозначение ETR 470. Были построены 9 составов по 9 вагонов в каждом. Поезда предназначались для работы на скоростных междугородных линиях в горной местности. Далее, для Ferrovie dello Stato («Итальянские железные дороги», также известны по сокр. FS) были построены ETR 480 (15 составов по 9 вагонов). Электросистемы поездов серий ETR 460 и 480 унифицированы между собой. В настоящее время часть составов этих серий дооборудована трансформаторами и носит индекс ETR 485. В 2000 году запущена в производство серия S220 для Финляндии, с гибридной дизель-электрической силовой установкой, с возможностью эксплуатации в диапазоне температур от −40 °C до +45 °C, с герметичными стеклопакетами и системой кондиционирования.
Финская модель данного семейства, которая проходила испытания в России, получила обозначение Sm6 (по классификации VR). Он имеет максимальную скорость 220 км/ч. С 12 декабря 2010 года до 28 марта 2022 года он курсировал между Хельсинки и Санкт-Петербургом — поезд «Аллегро» в составе семи вагонов в одном электропоезде.
14 декабря 2014 года Польша начала эксплуатацию скоростных поездов Pendolino 7-го поколения ED250 между Варшавой и Гдыней, Краковом, Катовице и Вроцлавом. Сейчас максимальная скорость этих электропоездов на маршрутах установлена 200 км/ч, но технически эти поезда сертифицированы на скорость 250 км/ч. Добраться из столицы Польши в Гданьск можно за 2 часа 58 минут, Краков — 2 часа 28 минут, Катовице — 2 часа 34 минут, а во Вроцлав — 3 часа 42 минуты.